# Bitwa pod Náchodem
Bitwa pod Náchodem (zwana też bitwą pod Vysokovem) – starcie zbrojne, które miało miejsce 27 czerwca 1866 pod wsią Vysokov, 3 km na zachód od Náchodu między pruskim V korpusem a austriackim VI korpusem podczas wojny prusko-austriackiej o hegemonię w Związku Niemieckim za czasów Ottona von Bismarcka.

## Przebieg
W historiografii niemieckiej zwana Schlacht bei Nachod, przez Czechów bitva u Náchoda lub bitva na Dobeníně.
Bitwa zakończyła się porażką wojsk austriackich, które próbowały zatrzymać przejście pruskiego V korpusu z ziemi kłodzkiej w głąb Królestwa Czech.
Polacy walczyli po obu stronach – w armii pruskiej stanowili większość V korpusu. 1 pułk ułanów przyczynił się do zwycięstwa Prusaków szarżując na dwa pułki austriackich kirasjerów.
Na cmentarzu w Náchodzie znajduje się pomnik upamiętniający żołnierzy austriackich z napisami w językach niemieckim, polskim, węgierskim i czeskim.

## Galeria

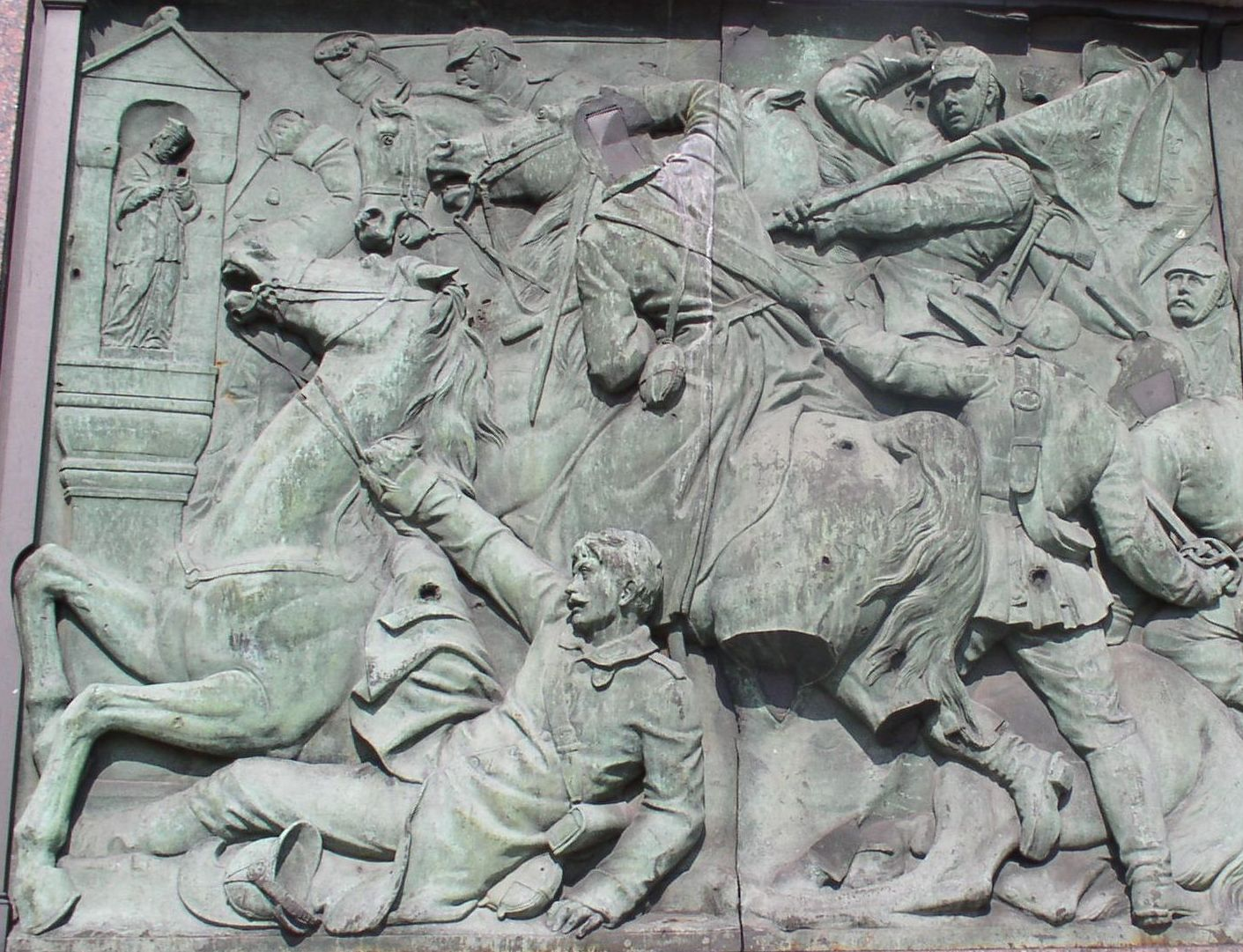
Relief bitwy pod Náchodem autorstwa Moritza Schulza na Kolumnie Zwycięstwa w Berlinie
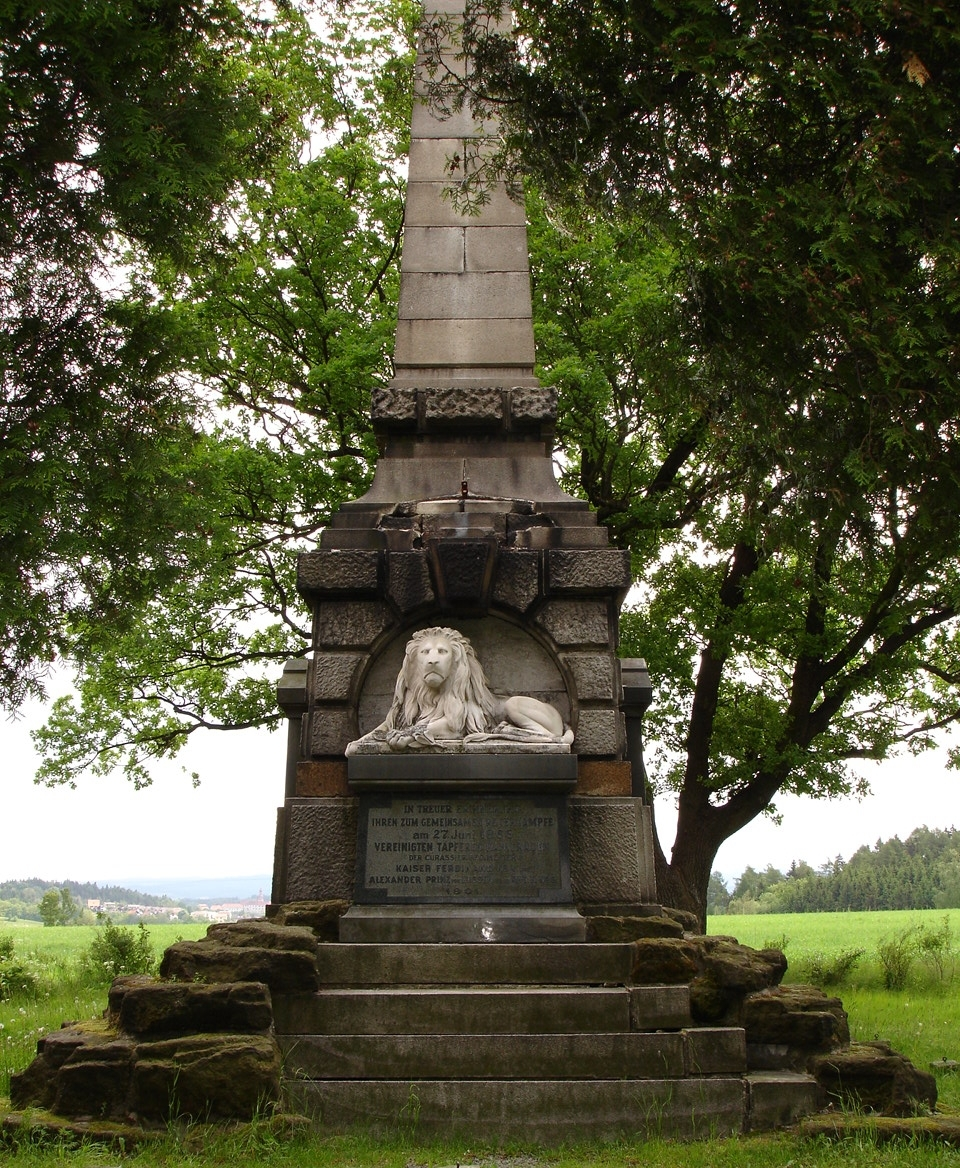
Pomnik we wsi Vysokov upamiętniający żołnierzy austriackich